# Emilio Caceres
Emilio Caceres (* 24. September 1897 in Corpus Christi (Texas); † 10. Februar 1980 in San Antonio) war ein US-amerikanischer Jazz- und Unterhaltungsmusiker (Geige, Arrangement).

## Leben und Wirken
Emilio Caceres war der ältere Bruder des Jazz-Saxophonisten und Klarinettisten Ernie Caceres (1911–1971). Als Kind hatte er klassischen Geigenunterricht; erste Radioaufnahmen entstanden 1925 für WCAR Radio in San Antonio. Beeinflusst von Joe Venuti wie auch von seiner Musiker-Familie begann er in den 1930er-Jahren mit einem Swing-Orchester im Raum San Antonio, Texas aufzutreten (Emilio Caceres y su orquesta del Club Aguila). Im Texas Hotel vom San Antonio wurden 1934 mehrere Titel wie die Vokalnummer El Rancho Grande mitgeschnitten, die von Victor und Bluebird Records in den Vereinigten Staaten und in Mexiko veröffentlicht wurden. In den späten 1930er-Jahren spielte er zunächst in Detroit, dann an der Ostküste mit seinem Bruder Ernie und dem Gitarristen Johnny Gomez, einem Cousin, in einem Trio, mit dem er 1937 für Victor aufnahm. Des Weiteren wirkte er bei Plattenaufnahmen seines Bruders Ernie mit. Höhepunkt der Karriere des Trios war der Auftritt in der landesweit übertragenen Radioshow Camel Caravan unter Leitung von Benny Goodman.
Musikalisch waren die Aufnahmen des Trios durch die Kombination von Geige und Baritonsaxophon ungewöhnlich (laut Gunther Schuller improbable instrumental combination). Für Nat Hentoff stellte der Titel What’s the Use eine überaus faszinierende Darbietung von Hot Jazz auf der Geige dar; Emilio Caceres sei unmissverständlich ein Hot-Geiger, hinsichtlich des Timing, Phrasierung und der Tonart. Weitere musikalische Einflüsse kamen aus dem Norteño- und Tex-Mex-Stil ebenso wie vom Jazz der Zeit.
Ende der 1930er-Jahre nahm das Trio die Titel The Last Roundup, Humoreske in Swing (nach Dvořák arrangiert von Caceres) und Amor Y Misterios auf, ferner die Jazzstandards I Got Rhythm, China Boy und Runnin’ Wild. Den größten Erfolg hatte das Trio mit dem Titel Jig in G.
Im Gegensatz zu seinem Bruder (der 1938 zu Jack Teagarden ging) zog es Emilio Caceres vor, bald wieder in seine Heimat Texas zurückzukehren. Er spielte nur kurz bei Tommy Dorsey und leitete darauf in San Antonio eine eigene Bigband; auch hatte er eine eigene wöchentliche Radioshow. 1949 nahm Caceres in San Antonio mit unbekanntem Orchester auf (Dark Eyes/Ojos negros); die ganzen 1950er Jahre erfolgen weitere Einspielungen mit seinem Orchester, etwa für Decca. Auch spielte er mit anderen regionalen Bands, so 1973 mit dem Texas Ragtime Orchestra.
Im Gegensatz zu seinem Bruder Ernie liegen von Emilio Caceres nur wenige Veröffentlichungen vor; der Diskograf Tom Lord listet (anders als der stilistisch breitere Antonio Barnett) im Bereich des Jazz zwischen 1937 und 1969 sogar nur vier Aufnahmesessions, zuletzt 1969, als er mit seinem Bruder die LP Ernie & Emilio (Audiophile) einspielte.
Caceres gehörte mit Jimmy Bell, Al Duffy und Clarence Moore zu jenen Jazzgeigern, die verglichen mit Stéphane Grappelli, Stuff Smith, Eddie South und Joe Venuti in den 1930er- und 1940er-Jahren nur wenig öffentliche Aufmerksamkeit erfuhren.

## Diskographische Hinweise
- Hot Swing Fiddle Classics (Folklyric/Arhoolie Productions, 1979), Anthologie mit Emilio Caceres, Svend Asmussen, Stuff Smith